# Back Down (пісня 50 Cent)
«Back Down» — десятий трек з дебютного студійного альбому американського репера 50 Cent Get Rich or Die Tryin'. Зведення: Dr. Dre на Encore Studios (Бербанк, штат Каліфорнія). Запис: Мауріцио «Veto» Іреґоррі, Томас Раундс на Encore Studios і Sha Money XL на Teamwork Studios (Лонґ-Айленд, Нью-Йорк). Помічники звукорежисера: Джеймс «Flee» Маккроун, Рубен Рівера, Каїрі Кашні. Бек-вокал: Трейсі Спенсер.
Трек є дисом на Джа Рула і його лейбл Murder Inc. Records. Репер і раніше робив випади на адресу Рула («Life's on the Line», пісні й скіти з мікстейпів), але саме «Back Down», завдяки успіху Get Rich or Die Tryin', стала останнім цвяхом у домовину кар'єри репера. Трек посів 20-ту сходинку топ-20 найкращих дисів за версією журналу XXL (процитований рядок: «You's a poptart sweetheart, you soft in the middle/I eat you for breakfast, the watch was exchanged for your necklace») і 10-ту позицію топ-50 найкращих дисів за версією часопису Complex (процитований рядок: «I'm back in the game, shorty, to rule and conquer/You sing for hoes and sound like the Cookie Monster»).
Композицію використано як семпл на «Beg for Mercy» з однойменного альбому реп-гурту G-Unit. Продюсери: Black Jeruz, Sha Money XL.